# Mühlsteinbruch Altenhof

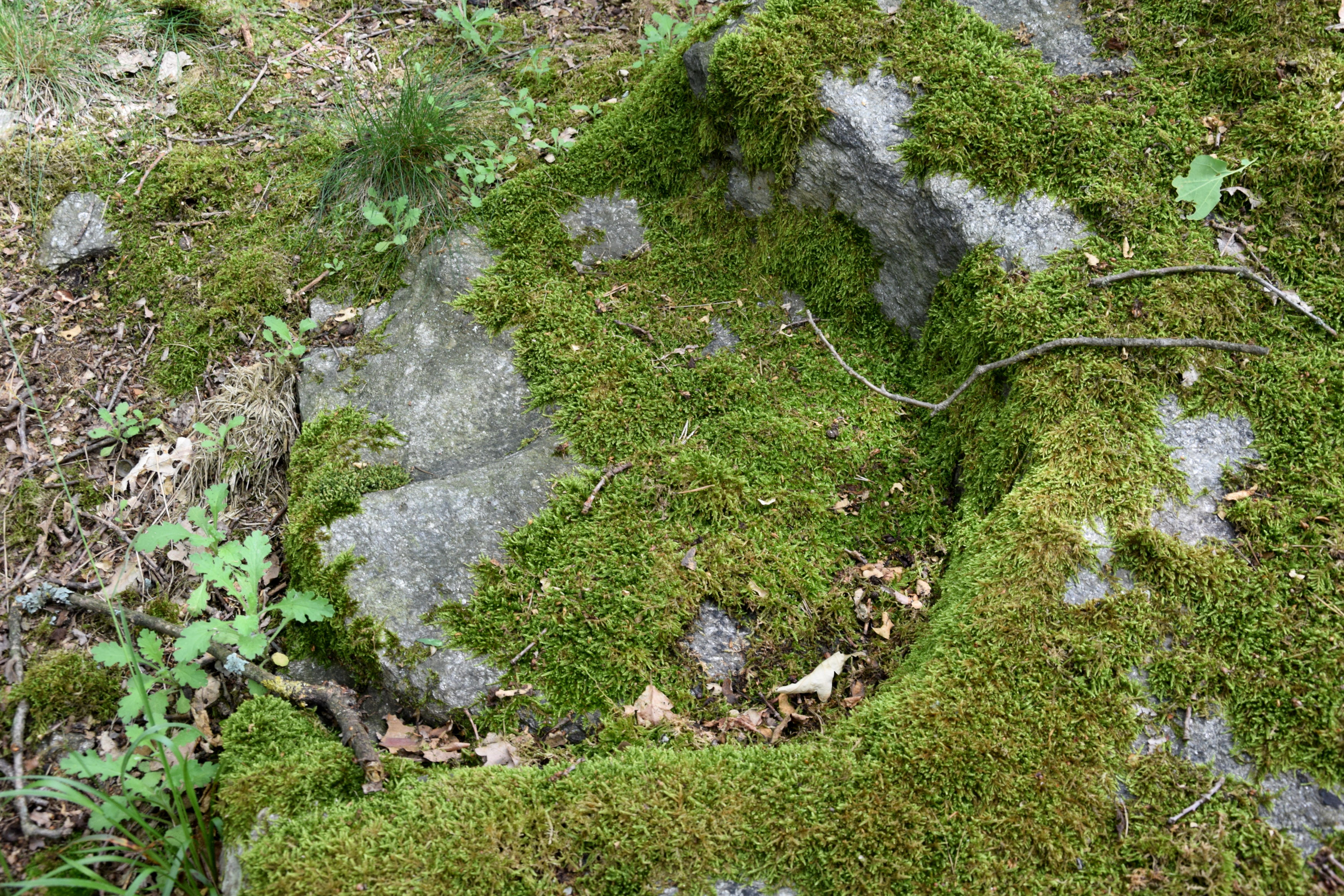
Ausnehmung eines entnommenen Mühlsteinrohlings, Altenhof

Der Mühlsteinbruch Altenhof ist ein Glimmerschiefer-Steinbruch in Altenhof (Gemeinde Schönberg), Niederösterreich.
Der östlich des Ortes liegende Mühlsteinbruch wird in das 9. Jahrhundert eingeordnet, zu jener Zeit, als sich auf der Holzwiese in Gars-Thunau ein slawischer Fürstensitz befand. Denn dort wurden scheibenförmige Mühlsteine aus Glimmerschiefer aufgefunden, die aus dem Mühlsteinbruch stammten.
Mühlsteine wurden im Mittelalter oftmals aus Glimmerschiefer gefertigt, da sie hart sind und nur selten geschärft werden mussten, aufgrund der schiefrigen Zusammensetzung aber leicht bearbeitbar waren. Im Mühlsteinbruch Altenhof existieren Ausnehmungen entnommener Mühlsteinrohlinge und auch nur halb aus dem Granitschiefer herausgeschlagene Mühlsteine.